# Diptilon bivittata
Diptilon bivittata là một loài bướm đêm thuộc phân họ Arctiinae, họ Erebidae.